# Asteroid Cybele
Asteroizii Cybele formează o familie de asteroizi din centura principală, care posedă o semiaxă majoră cuprinsă între 3,27 u.a. și 3,7 u.a., o excentricitate mai mică de 0,3 și o înclinație mai mică de 25°.
Familia este numită de la asteroidul 65 Cybele. Din 2010, se crede că acest grup de asteroizi s-a format prin dezintegrarea unui obiect mai mare. 

## Membri ai familiei Cybele
Câțiva dintre cei mai mari membri ai familiei Cybele sunt 87 Sylvia, 65 Cybele, 107 Camilla, 121 Hermione, 76 Freia, 790 Pretoria și 566 Stereoskopia. Unii membri ai acestei familii posedă un satelit asteroidal, așa cum este, de exemplu, 121 Hermione.